# Isabella Benz
Isabella Benz (Pseudonym, bürgerlicher Name Isabella Schuler; * 19. März 1990 in Bietigheim-Bissingen) ist eine deutsche Schriftstellerin.

## Leben
Isabella Benz wuchs nahe Steinheim an der Murr auf. Sie hat „mit 10 Jahren mit dem Schreiben angefangen“. Als Autorin hat sie mit 24 Jahren bereits „einige Novellen und Kurzgeschichten sowie 10 Romane“ veröffentlicht.
Nach dem Abitur arbeitete sie in den südafrikanischen Townships von Pietermaritzburg, der Hauptstadt KwaZulu-Natals, mit Kindern und Jugendlichen. Sie studierte in Berlin, Rom und  Tübingen Evangelische Theologie auf Pfarramt.
Isabella Benz ist unter ihrem bürgerlichen Namen an der Theologischen Fakultät der Eberhard-Karls-Universität in Tübingen als Assistentin am Lehrstuhl Kirchengeschichte II mit Schwerpunkt Alte Kirche bei Volker Drecoll  tätig.

## Werke (Auswahl)

### Romane und Novellen
- Freiheit – Um jeden Preis: Weltenwanderer XI. Arcanum Fantasy Verlag, 2010, ISBN 978-3-939139-41-6
- Dämonen von Lorch. Ammianus-Verlag, Aachen 2014, ISBN 978-3-945025-03-1
- Vermächtnis der Hüter 1: Die Schwelle. Weltenschmiede-Verlag, 2015, ISBN 978-3-944504-30-8
- Der Feldzug des Greifen: Historisch-fantastische Novelle. Burgenwelt Verlag, 2015, ISBN 978-3-943531-37-4
- Als wir Charleston tanzten. Ullstein-Forever, 2015, ISBN 978-3-95818-022-2[7]
- Tod einer Hofdame: Eine königliche Ermittlung. Ammianus-Verlag, Aachen 2017, ISBN 978-3-945025-64-2[8]

### Herausgeberin
- Mit Michèle-Christin Jehs und Jana Hoffhenke: Gesänge aus Dunklen Zeiten. Burgenwelt Verlag, 2013, ISBN 978-3-943531-07-7
- Mit Tanja Schneider: Die Reise der Hexensteine: Anthologie. Machandel-Verlag, 2015, ISBN 978-3-939727-94-1
- Mit Michèle-Christin Jehs: Wenn alte Wellen singen. Burgenwelt Verlag, 2016, ISBN 978-3-943531-41-1

### Beiträge zu Anthologien
- Der Feldzug des Greifen in: Burgenbrand: Historische Erzählungen. Burgenwelt-Verlag, 2011, ISBN 978-3-943531-00-8, S. 27–66.
- Die Augen der Priester in: ELECTI: STORY CENTER 2011. p.machinery-Verlag, 2012, ISBN 978-3-942533-35-5
- Blaublütig. Sperling Verlag, 2012, ISBN 978-3-942104-13-5
- Grimms Märchen Update 1.1: Froschkönig ungeküsst. Machandel-Verlag, 2012, ISBN 978-3-939727-18-7
- Die Pariser Bluthochzeit in: Richter der Nacht. Burgenwelt-Verlag, 2013, ISBN 978-3-943531-04-6
- Die Putzfrau des Dr. Apokalypse. Schreiblust-Verlag, 2014, ISBN 978-3-9816481-1-9
- Die Götter des Imperiums. Verlag Torsten Low, 2014, ISBN 978-3-940036-25-4
- Seelenfänger in: Windjäger und andere fantastische Pferdegeschichten. p.machinery Michael Haitel, 2015, ISBN 978-3-95765-033-7